# Эренбург, Илья Григорьевич
Илья́ Григо́рьевич Эренбу́рг (14 [26] января 1891, Киев — 31 августа 1967, Москва) — русский писатель, поэт, публицист, журналист, военный корреспондент, переводчик с французского и испанского языков, общественный деятель, фотограф. В 1908—1917 и 1921—1940 годах находился в эмиграции, с 1940 года жил в СССР.

## Биография
Илья Эренбург родился 14 (26) января 1891 года в Киеве в зажиточной еврейской семье, в которой он был четвёртым ребёнком и единственным сыном. Его отец — Герш Гершонович (Герш Германович, Григорий Григорьевич) Эренбург (1852—1921), киевский купеческий второй (позже первой) гильдии сын — был инженером; мать — Хана Берковна (Анна Борисовна) Эренбург (урождённая Аринштейн, 1857—1918) — домохозяйкой. У него были старшие сёстры Маня (Мария, 1881—1940), Евгения (1883—1965) и Изабелла (1885—1965).
Родители поженились в Киеве 9 июня 1877 года, потом жили в Харькове, где родились три дочери, и вернулись в Киев только перед рождением сына. Семья жила в квартире деда со стороны отца — харьковского (ранее зеньковского) купца первой гильдии Гершона Эльевича (Григория Ильича) Эренбурга (1828, Новгород-Северский — после 1890) — и бабушки Шейны-Эльки Зеликовны Эренбург (1828 — 4 февраля 1896, Харьков) — в доме Натальи Искры по адресу: улица Институтская, № 22. Дед по материнской линии, Дойвбер (Берка Зеликович) Аринштейн (1827—1904), среди прочего был вместе с женой Фрейдой Иосифовной основателем Новгород-Северской благотворительной ссудо-сберегательной кассы, носящей его имя.
В 1895 году семья переехала в Москву, где отец получил место директора Хамовнического пиво-медоваренного завода. С осени 1903 года семья жила на Остоженке, в доме Варваринского Общества в Савёловском переулке, дом 12, квартира 81.
С 1901 года вместе с Н. И. Бухариным учился в 1-й Московской гимназии, был исключён из шестого класса в 1907 году.

### Революции. Эмиграции. Возвращения

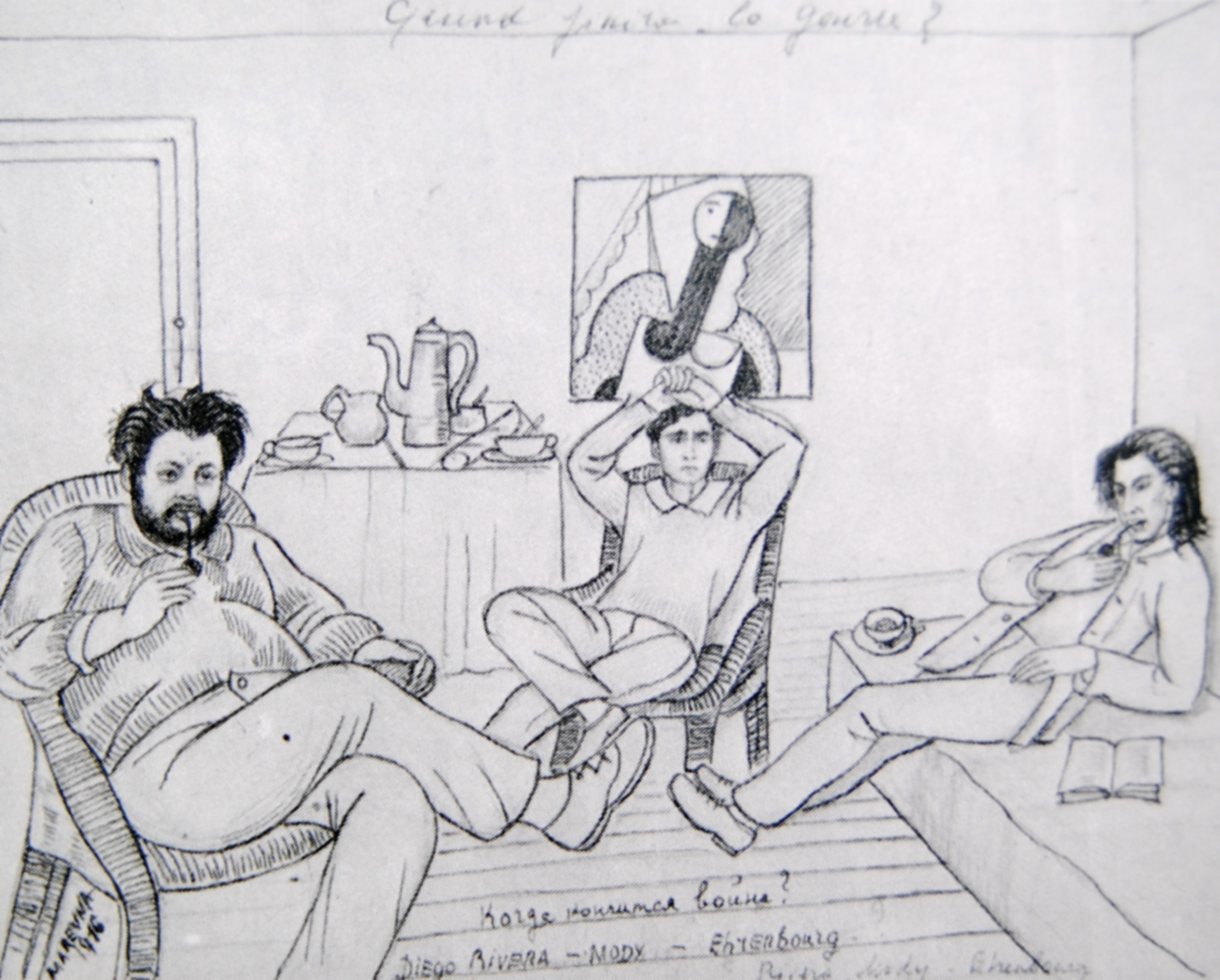
Когда закончится война?
Рисунок Маревны, 1916, Париж.
Слева направо — Ривера, Модильяни, Эренбург

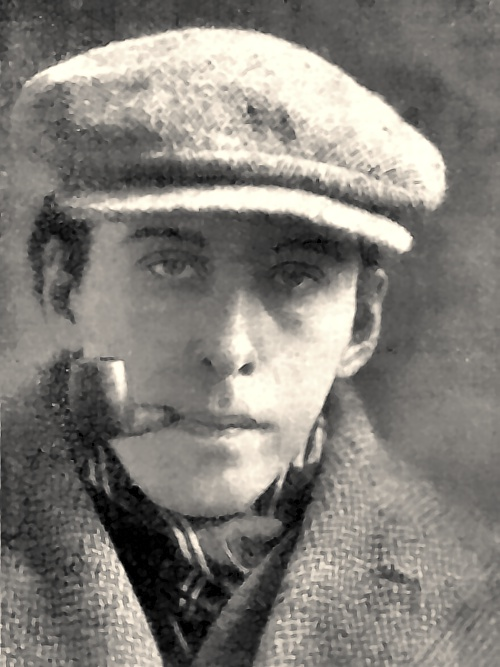
Эренбург в 1925 году

После событий 1905 года принимал участие в работе революционной организации социал-демократов, но в саму РСДРП не вступал.
В 1907 году был избран в редколлегию печатного органа Социал-демократического союза учащихся средних учебных заведений Москвы. 1 ноября 1907 года в его квартире в Савёловском переулке был проведён обыск, но ничего предосудительного найдено не было. В январе 1908 года был арестован, полгода провёл в тюрьмах и освобождён до суда, но в декабре эмигрировал во Францию, жил там более 8 лет. Постепенно отошёл от политической деятельности.
В Париже занимался литературной деятельностью, вращался в кругу художников-модернистов. В книге «Мой Париж», которую он опубликовал уже в Советском Союзе в 1931 году, Эренбург отразил своё отношение к городу словами «Увидеть Париж и умереть», перефразировав римскую поговорку. Его выражение стало крылатым в СССР, а в 1992 году было использовано в качестве названия фильма.
Первое стихотворение «Я шёл к тебе» было напечатано в журнале «Северные зори» 8 января 1910 года, выпустил сборники «Стихи» (1910), «Я живу» (1911), «Одуванчики» (1912), «Будни» (1913), «Стихи о канунах» (1916), книгу переводов Ф. Вийона (1913), несколько номеров журналов «Гелиос» и «Вечера» (1914).
В 1914—1917 годах был корреспондентом русских газет «Утро России» и «Биржевые ведомости» на Западном фронте.
Летом 1917 года вернулся в Россию. Победу большевиков воспринял отрицательно (сборник стихов «Молитва о России», 1918; антибольшевистская публицистика того же года в московской периодике и 1919 года в ростовской прессе и в газете «Киевская жизнь»).
Осенью 1918 года переехал в Киев, где квартировал у своего двоюродного брата — врача-дерматовенеролога местной Еврейской больницы Александра Григорьевича Лурье на улице Владимирской, 40. Здесь пережил смену нескольких режимов. В августе 1919 года женился на племяннице доктора Лурье (своей двоюродной племяннице по матери) Любови Козинцовой, с которой вскоре выехал в занятый белыми Ростов. Здесь он обратился к писателю Е. Н. Чирикову с просьбой помочь получить загранпаспорт, но получил ответ, что для еврея это невозможно.
С декабря 1919 года по сентябрь 1920 года вместе с женой жил в Коктебеле у Максимилиана Волошина. Здесь ему удалось получить направление от Международного Красного Креста в Грузинский Красный Крест для сбора средств на помощь жертвам гражданской войны с визой в Батуми, затем из Феодосии он баржей переправился в независимую Грузию, поехал в Тифлис, где выхлопотал для себя, жены, своей приятельницы Ядвиги Соммер и братьев Мандельштам советские паспорта, с которыми в октябре 1920 года они все вместе в качестве дипкурьеров отправились поездом из Владикавказа в Москву с грузом запломбированной дипломатической почты. По приезде в Москву был поселён с женой в общежитии Наркоминдела.
25 октября 1920 года Эренбург был арестован ВЧК в соответствии с выданным сотруднику Особого отдела ВЧК товарищу Проценко 24 октября ордера на обыск и арест за подписями председателя особого отдела Г. Ягоды и начальника секретного отдела В. Плята; освобождён через трое суток благодаря вмешательству Н. И. Бухарина (заведённое на него на следующий день дело было сдано в архив только в 1941 году). С помощью последнего получил разрешение на выезд из страны и в марте 1921 года вместе с женой выехал в Париж. Будучи вскоре выслан из Франции, некоторое время провёл в Бельгии, где за месяц интенсивной работы написал роман «Хулио Хуренито», и в октябре прибыл в Берлин.
В 1921—1924 годах жил в Берлине, где выпустил около двух десятков книг, сотрудничал в «Новой русской книге», вместе с Л. М. Лисицким издавал конструктивистский журнал «Вещь».
В 1922 году опубликовал философско-сатирический роман «Необычайные похождения Хулио Хуренито и его учеников», в котором дана интересная мозаичная картина жизни Европы и России времён Первой мировой войны и революции, но главное — приведён свод удивительных по своей точности пророчеств. Леонид Жуховицкий писал по этому поводу:
…Меня до сих пор потрясают полностью сбывшиеся пророчества из «Хулио Хуренито». Случайно угадал? Но можно ли было случайно угадать и немецкий фашизм, и его итальянскую разновидность, и даже атомную бомбу, использованную американцами против японцев. Наверное, в молодом Эренбурге не было ничего от Нострадамуса, Ванги или Мессинга. Было другое — мощный ум и быстрая реакция, позволявшие улавливать основные черты целых народов и предвидеть их развитие в будущем. В былые века за подобный дар сжигали на костре или объявляли сумасшедшим, как Чаадаева.
И. Г. Эренбург был пропагандистом авангардного искусства («А всё-таки она вертится», 1922). В 1922 году вышел его сборник стихов «Опустошающая любовь». В 1923 году написал сборник рассказов «Тринадцать трубок» и роман «Трест Д. Е.».
В связи с усложнением ситуации с эмигрантской прессой в Германии Эренбург утвердился в намерении вернуться во Францию, 15 мая 1924 года выехал с женой из Берлина в Италию, оттуда летом переехал в Париж.
Эренбург был близок к левым кругам французского общества и с 1932 года активно сотрудничал с советской печатью — иногда путевые очерки печатала «Вечерняя Москва», в 1932 году по предложению Н. И. Бухарина становится постоянным парижским корреспондентом «Известий», где его материалы до конца 1930-х годов публиковались под псевдонимом «Поль Жослен» за исключением корреспонденции о положении в Испании, которая выходила под его собственным именем. Его имя и талант публициста широко использовались советской пропагандой для создания привлекательного образа Советского Союза за границей.
Много ездил по Европе (Германия — 1927, 1928, 1930, 1931; Турция, Греция — 1926; Испания — 1926; Польша — 1928; Чехословакия — 1927, 1928, 1931, 1934; Швеция, Норвегия — 1929; Дания — 1929, 1933; Англия — 1930; Швейцария — 1931; Румыния, Югославия, Италия — 1934), в 1924, 1926, 1932, 1934 и 1935 годах совершил короткие поездки в СССР. Летом и осенью 1932 года совершил поездку по СССР, был на строительстве магистрали Москва-Донбасс, в Кузнецке, Свердловске, Новосибирске, Томске, результатом чего стал роман «День второй» (1934), осуждённый критиками. 16—18 июля 1934 года с целью разыскать находящегося в ссылке Осипа Мандельштама посетил Воронеж, вернувшись в Москву в августе выступил на Первом съезде советских писателей.
С 1931 года тон его публицистических и художественных произведений становится всё более просоветским, с верой в «светлое будущее нового человека». В 1933 году в издательстве «Изогиз» вышел фотоальбом Эренбурга «Мой Париж» в выполненном Элем Лисицким картонаже и суперобложке. В 1935 году был одним из организаторов Парижского конгресса писателей.
После прихода нацистов к власти в Германии становится крупнейшим мастером антинацистской пропаганды.
Во время гражданской войны в Испании 1936—1939 годов Эренбург был военным корреспондентом «Известий»; выступал как эссеист, прозаик (сборник рассказов «Вне перемирия», 1937; роман «Что человеку надо», 1937), поэт (сборник стихов «Верность», 1941).
24 декабря 1937 года приехал на две недели из Испании в Москву, 29 декабря выступил на писательском съезде в Тбилиси. В следующий приезд из Испании у него был отобран заграничный паспорт, который был восстановлен в апреле 1938 года после двух обращений Эренбурга к Сталину, и в начале мая он вернулся в Барселону.
После поражения республиканцев вернулся в Париж. После немецкой оккупации Франции укрылся в Советском посольстве.

### Военный период творчества
Мне рассказывали люди, заслуживающие полного доверия, что в одном из больших объединённых партизанских отрядов существовал следующий пункт рукописного приказа: 
«Газеты после прочтения употреблять на раскурку, за исключением статей Ильи Эренбурга».
Это поистине самая короткая и самая радостная для писательского сердца рецензия, о которой я когда-либо слышал.
```
Не люблю в Эренбурга — камней,
хоть меня вы камнями побейте.
Он, всех маршалов наших умней,
нас привёл в сорок пятом к победе.
Танк назвали «Илья Эренбург».
На броне эти буквы блистали.
Танк форсировал Днепр или Буг,
но в бинокль наблюдал за ним Сталин.
Не пускали, газету прочтя,
Эренбурга на самокрутки,
и чернейшая зависть вождя
чуть подымливала из трубки.
 
```

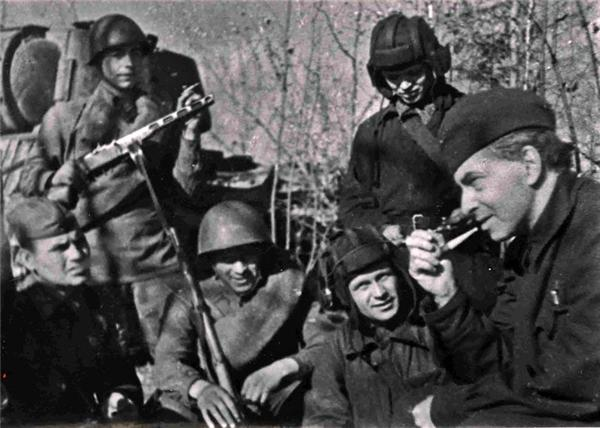
Илья Эренбург (справа) с танкистами на фронте, 1942 год

29 июля 1940 года Эренбург с женой вернулся в СССР, где написал и опубликовал роман «Падение Парижа» (1941) о политических, нравственных и исторических причинах разгрома Франции Германией во Второй мировой войне.

Потом [22 июня 1941] за мною приехали — повезли в «Труд», в «Красную звезду», на радио. Я написал первую военную статью. Позвонили из ПУРа, просили зайти в понедельник в восемь часов утра, спросили: «У вас есть воинское звание?» — Я ответил, что звания нет, но есть призвание: поеду, куда пошлют, буду делать, что прикажут.— «Люди, годы, жизнь», книга IV
В годы Великой Отечественной войны был корреспондентом газеты «Красная звезда», писал для других газет и для Совинформбюро. Прославился пропагандистскими антинемецкими статьями и произведениями, которых написал за время войны около 1500. Значительная часть этих статей, постоянно печатавшихся в газетах «Правда», «Известия», «Красная звезда», собраны в трёхтомнике публицистики «Война» (1942—1944). В 1942 году вошёл в Еврейский антифашистский комитет и вёл активную деятельность по сбору и обнародованию материалов о Холокосте, которые совместно с писателем Василием Гроссманом были собраны в «Чёрную книгу».
Эренбург известен как автор первого в русской литературе употребления словосочетания «День Победы» — оно появилось 12 декабря 1941 года, в начале контрнаступления под Москвой, в статье «Судьба Победы», опубликованной писателем в газете «Московский железнодорожник».
В статье, посвящённой труженикам стальных магистралей, в частности, говорилось:
«Железные дороги — сосуды, по ним течёт кровь страны: снаряды и хлеб, бомбы и нефть. С доверием смотрит Красная Армия на железнодорожников: это братья по оружию — один стреляет, другой подаёт патроны. Наши железнодорожники показали себя отважными бойцами… Когда настанет День Победы, наши бойцы первые вспомнят о железнодорожниках…»
Илье Эренбургу и Константину Симонову принадлежит авторство лозунга «Убей немца!» (впервые прозвучавшего в стихотворении К. М. Симонова «Убей его!»), который широко использовался в плакатах и — в качестве заголовка — листовках с цитатами из статьи Эренбурга «Убей!» (опубликована 24 июля 1942 года). Для поддержания действенности лозунга в советских газетах того времени были созданы специальные рубрики (одно из типичных названий «Убил ли ты сегодня немца?»), в которых публиковались письма-отчёты советских бойцов о количестве убитых ими немцев и способах их уничтожения. Адольф Гитлер лично распорядился поймать и повесить Эренбурга, объявив его в январе 1945 года злейшим врагом Германии. Нацистская пропаганда дала Эренбургу прозвище «Домашний еврей Сталина».

Проповеди ненависти Ильи Эренбурга, которые уже принесли свои первые плоды на Востоке, план Моргентау, то есть план предполагаемой территориальной «кастрации» Германии и требование безоговорочной капитуляции пресекли всякие попытки немцев как-то договориться и придали сопротивлению очень острый и ожесточённый характер не только в Европе, но и во всём мире. Подавляющее большинство немцев не видело для себя иного выхода, кроме борьбы. Даже явные противники нацистского режима становились теперь отчаянными защитниками своей родины— Вальтер Людде-Нейрат. Конец на немецкой земле
В дни, когда Красная Армия перешла государственную границу Германии, в советских верхах действия на территории Германии трактовались как выполнение освободительной миссии Красной Армии — освободительницы Европы и немецкого народа от нацизма. И потому после статьи Эренбурга «Хватит!», опубликованной в «Красной звезде» 11 апреля 1945 года, появилась ответная статья заведующего Управлением пропаганды и агитации ЦК ВКП(б) Г. Ф. Александрова «Товарищ Эренбург упрощает»
(газета «Правда»).
Немецкий киноактёр Фриц Расп (1891—1976) рассказал литературоведу Александру Дымшицу, что когда в 1945 году увидел советских солдат, раскопал в саду спрятанные книги И. Эренбурга с дарственными надписями за участие в фильме «Любовь Жанны Ней» по сценарию писателя. Солдаты, увидев их, позвали переводчика. И актёру принесли продукты, а на дверях дома появилась надпись: «Здесь живёт друг Ильи Эренбурга. Дом охраняется советскими войсками».

### Послевоенное творчество
После войны выпустил дилогию — романы «Буря» (1946—1947) и «Девятый вал» (1950). Один из лидеров Движения борцов за мир. Вместе с Василием Гроссманом координирует составление Чёрной Книги, документирующей Холокост.
В 1948 году Голливуд выпускает в прокат фильм «Железный занавес», о побеге шифровальщика ГРУ И. С. Гузенко и советском шпионаже. В том же году Эренбург в газете «Культура и жизнь» (21 февраля) публикует статью «Кинопровокаторы», написанную по заданию министра кинематографии И. Г. Большакова.
В 1953 году в ходе «Дела врачей» готовилось открытое письмо к Сталину от виднейших советских евреев, которое давало оценку действий правительства Израиля и призывало к депортации евреев СССР на Дальний Восток. Эренбург после предложения его подписать написал письмо И. Сталину с изложением своего взгляда на ассимиляцию евреев среди народов СССР. Оба письма не были опубликованы, но возникло много слухов и домыслов об их содержимом. Оба письма тесно увязывали с «Делом врачей». В шестой книге своих мемуаров «Люди, годы, жизнь» об этих драматических событиях Эренбург написал: «В глазах миллионов читателей я был писателем, который мог пойти к Сталину, сказать ему, что в том-то с ним не согласен. На самом деле я был таким же „колёсиком“ и „винтиком“, как мои читатели. Я пробовал запротестовать. Решило дело не моё письмо, а судьба» (дело врачей было прекращено сразу после смерти Сталина).	
Положение Эренбурга среди советских писателей было своеобразным: с одной стороны, он получал материальные блага, часто ездил за границу, с другой — был под контролем спецслужб и часто даже получал выговоры. Таким же двойственным было отношение властей к Эренбургу в эпоху Н. С. Хрущёва и Л. И. Брежнева.
После смерти Сталина написал повесть «Оттепель» (1954), которая была напечатана в майском номере журнала «Знамя» и дала название целой эпохе советской истории. В 1958 году вышли «Французские тетради» — эссе о французской литературе, живописи и переводы из Ж. Дю Белле. Автор мемуаров «Люди, годы, жизнь», пользовавшихся в 1960-е — 1970-е годы большой популярностью в среде советской интеллигенции. В 1959 году побывал в Армении, впечатления о которой нашли отражение в мемуарах. Остро воспринимал трагедию армянского народа — геноцид армян во время Первой мировой войны. В своих воспоминаниях Эренбург писал:

…Это было первым опытом геноцида. Гитлеровцы убили шесть миллионов евреев, младотурки — полтора миллиона армян. Если восемьсот тысяч армян добрались до России, до стран арабского Востока, до Франции и Соединённых Штатов, то объясняется это отсутствием немецкой аккуратности, отсталостью техники — у турок не было газовых камер.

Нацисты учли опыт турецких изуверов: в 1939 году на секретном совещании фашистов в Оберзальцберге Гитлер, изложив план поголовного истребления евреев, добавил: «Нечего обращать внимание на „общественное мнение“… Кто теперь помнит об истреблении армян?»
Эренбург познакомил молодое поколение со множеством «забытых» имён, способствовал публикациям как забытых (М. И. Цветаева, О. Э. Мандельштам, И. Э. Бабель), так и молодых авторов (Б. А. Слуцкий, С. П. Гудзенко). Пропагандировал новое западное искусство (П. Сезанн, О. Ренуар, Э. Мане, П. Пикассо).
В марте 1966 года он подписал письмо тринадцати деятелей советской науки, литературы и искусства в президиум ЦК КПСС против реабилитации И. В. Сталина.
Скончался после длительной болезни от обширного инфаркта миокарда 31 августа 1967 года. Проститься с писателем пришло около 15 000 человек.
Похоронен в Москве на Новодевичьем кладбище (участок № 7).
Вспоминая о прожитом, Илья Эренбург писал:

Многие из моих сверстников оказались под колёсами времени. Я выжил — не потому, что был сильнее или прозорливее, а потому, что бывают времена, когда судьба человека напоминает не разыгранную по всем правилам шахматную партию, но лотерею.

## Награды и премии
- Сталинская премия первой степени (1942) — за роман «Падение Парижа» (1941)[50]
- Сталинская премия первой степени (1948) — за роман «Буря» (1947)[51]
- Международная Сталинская премия «За укрепление мира между народами» (1952) — первый из всего двух лауреатов-советских граждан
- два ордена Ленина (30 апреля 1944, 1961)
- орден Трудового Красного Знамени
- орден Красной Звезды (1937)
- орден Почётного Легиона
- медали

## Членство в организациях
- Вице-президент ВСМ с 1950 года.
- Депутат ВС СССР с 1950 года от Даугавпилса, Латвийская ССР.
- Депутат ВС РСФСР в 1951—1955 годах.

## Семья
- Первая жена (1910—1913) — переводчица Катерина (Екатерина) Оттовна Шмидт (1889—1977, во втором браке Сорокина).
  - Их дочь — переводчик французской литературы Ирина Ильинична Эренбург (1911—1997), была замужем за писателем Борисом Матвеевичем Лапиным (1905—1941). После трагической гибели мужа удочерила и вырастила девочку:Он привёз с войны девочку Фаню, на глазах у которой в Виннице немцы расстреляли родителей и сестёр. Старшие же братья служили в польской армии. Фаню успел спрятать какой-то старик, но так как это было связано с большим риском, он велел ей: «Беги, ищи партизан». И Фаня побежала.
Эту девочку Эренбург привёз в Москву именно в надежде отвлечь Ирину от горя. И она удочерила Фаню. Поначалу всё было довольно сложно, поскольку девочка плохо говорила по-русски. Изъяснялась на какой-то чудовищной смеси языков. Но потом русским быстро овладела и даже стала отличницей.

Ирина с Фаней жили в Лаврушинском; там же жил и поэт Степан Щипачёв с сыном Виктором. С Виктором Фаня познакомилась ещё в писательском пионерлагере; полудетский роман продолжился в Москве и завершился браком. … Брак продлился недолго — три года. Но я всё-таки успела родиться.
- Вторая жена (с 1919 года) — художница Любовь Михайловна Козинцова (1899—1970), дочь доктора медицины Моисея Исааковича Козинцова, сестра кинорежиссёра Григория Михайловича Козинцева[52][53][54]. Приходилась И. Г. Эренбургу двоюродной племянницей.
- Двоюродный брат — художник и журналист, участник Гражданской войны Илья Лазаревич Эренбург (1887—1920), сын харьковского зерноторговца Лазаря Гершовича (Григорьевича) Эренбурга, химика, выпускника Харьковского университета (1882); с двоюродным братом и его женой Марией Михайловной супруги Эренбург были дружны в период первой эмиграции в Париж[55][56].
- Двоюродная сестра — коллекционер, художник и педагог Наталья Лазаревна Эренбург (в замужестве Эренбург-Маннати, фр. Nathalie Ehrenbourg-Mannati; 1884—1979)[56][57].
- Двоюродные брат и сестра (по матери) — врачи Рашель Григорьевна Лурье и Александр Григорьевич Лурье[58].
- Двоюродная сестра — Лидия Евгеньевна Фридман (урождённая Скловская, 1898—1965), жена профессора Э. И. Фридмана.
- Двоюродная сестра по отцу — Мария Александровна Румер (урождённая Гуревич, 1888—1981), кандидат искусствоведения, жена поэта-переводчика Осипа Борисовича Румера.
- Двоюродный брат — Георгий Борисович Эренбург (1902—1967), востоковед-синолог.

### Собрания сочинений
- Эренбург И. Г. Собрание сочинений в пяти томах. — М.: Художественная литература, 1951—1954.
- Эренбург И. Г. Собрание сочинений в девяти томах. — М.: Художественная литература, 1962—1967.
- Эренбург И. Г. Собрание сочинений в восьми томах. — М.: Художественная литература, 1990—2000.

## Экранизации
- 1927 — «Любовь Жанны Ней», Германия, реж. Георг Пабст — по одноимённому роману
- 1929 — «Трубка коммунара», СССР, реж. Котэ Марджанишвили — по одноимённому рассказу
- 1966 — «Трубки», Чехословакия, реж. Войтех Ясны — киноальманах по трём рассказам

## Архив
В Российском государственном архиве литературы и искусства хранится более 4 тысяч документов и материалов за 1911—1975 годы, основная часть которых была передана самим Эренбургом в период с 1954 по 1962 год. Часть материалов поступила из Государственного Литературного музея в 1941 году.